# París-Niza 2019
La 77.ª edición de la París-Niza fue una carrera de ciclismo en ruta por etapas que se celebró entre el 10 y el 17 de marzo de 2019 en Francia con inicio en la ciudad de Saint-Germain-en-Laye y final en la ciudad de Niza sobre un recorrido de 1240 kilómetros.
La carrera formó parte del UCI WorldTour 2019, calendario ciclista de máximo nivel mundial, siendo la sexta carrera de dicho circuito. El vencedor final fue el colombiano Egan Bernal del Sky seguido del también colombiano Nairo Quintana del Movistar y el polaco Michał Kwiatkowski del Sky.

## Equipos participantes
Tomaron parte en la carrera 23 equipos: 18 de categoría UCI WorldTeam y 5 de categoría Profesional Continental, formando así un pelotón de 161 ciclistas de los que acabaron 118. Los equipos participantes fueron:
| WorldTeams (18)- AG2R La Mondiale - Astana - Bahrain-Merida - Bora-hansgrohe - CCC Team - Deceuninck-Quick Step - Dimension Data - EF Education First - Groupama-FDJ - Team Jumbo-Visma - Katusha-Alpecin - Lotto Soudal - Mitchelton-Scott - Movistar Team - Sky - Team Sunweb - Trek-Segafredo - UAE Team Emirates Equipos continentales profesionales (5)- Arkéa-Samsic - Cofidis, Solutions Crédits - Delko-Marseille Provence - Direct Énergie - Vital Concept-B&B Hotels |
| |

## Etapas
La París-Niza 2019 constó de ocho etapas, repartidas en tres etapas llanas, dos de media montaña, dos etapas de montaña y una contrarreloj individual para un recorrido total de 1240 kilómetros.
| Etapa     | Fecha     | Recorrido                                     | type                    | Distancia (km) | Ganador                | Líder              |
| --------- | --------- | --------------------------------------------- | ----------------------- | -------------- | ---------------------- | ------------------ |
| 1.ª etapa | 10 de mar | Saint-Germain-en-Laye – Saint-Germain-en-Laye | etapa llana             | 138,5          | Dylan Groenewegen      | Dylan Groenewegen  |
| 2.ª etapa | 11 de mar | Les Bréviaires – Bellegarde                   | etapa llana             | 163,5          | Dylan Groenewegen      | Dylan Groenewegen  |
| 3.ª etapa | 12 de mar | Cepoy – Moulins                               | etapa llana             | 200            | Sam Bennett            | Dylan Groenewegen  |
| 4.ª etapa | 13 de mar | Vichy – Pélussin                              | etapa escarpada         | 210,5          | Magnus Cort            | Michał Kwiatkowski |
| 5.ª etapa | 14 de mar | Barbentane – Barbentane                       | contrarreloj individual | 25,5           | Simon Yates            | Michał Kwiatkowski |
| 6.ª etapa | 15 de mar | Peynier – Brignoles                           | etapa escarpada         | 210,5          | Sam Bennett            | Michał Kwiatkowski |
| 7.ª etapa | 16 de mar | Niza – Col de Turini                          | etapa de montaña        | 181,5          | Daniel Felipe Martínez | Egan Bernal        |
| 8.ª etapa | 17 de mar | Niza – Niza                                   | etapa de media montaña  | 110            | Ion Izagirre           | Egan Bernal        |

## Desarrollo de la carrera

### 1.ª etapa
| Saint-Germain-en-Laye - Saint-Germain-en-Laye | etapa llana | (138,5 km) |

| \| Clasificación de la etapa \| Clasificación de la etapa \| Clasificación de la etapa \| Clasificación de la etapa \| Clasificación de la etapa \| \| Ciclista \| Ciclista \| Equipo \| Tiempo \| \| \| ------------------------- \| ------------------------- \| ------------------------- \| ------------------------- \| ------------------------- \| \| 1.º \| Dylan Groenewegen \| Team Jumbo-Visma \| 3 h 17 min 35 s \| \| \| 2.º \| Caleb Ewan \| Lotto-Soudal \| + 0 s \| \| \| 3.º \| Fabio Jakobsen \| Deceuninck-Quick Step \| + 0 s \| \| \| 4.º \| Sam Bennett \| Bora-Hansgrohe \| + 0 s \| \| \| 5.º \| John Degenkolb \| Trek-Segafredo \| + 0 s \| \| \| 6.º \| Matteo Trentin \| Mitchelton-Scott \| + 0 s \| \| \| 7.º \| Arnaud Démare \| Groupama-FDJ \| + 0 s \| \| \| 8.º \| Sonny Colbrelli \| Bahrain-Merida \| + 0 s \| \| \| 9.º \| Bryan Coquard \| Vital Concept-B&B Hotels \| + 0 s \| \| \| 10.º \| Anthony Turgis \| Direct Énergie \| + 0 s \| \| |                   |                          |                 |
| |                   |                          |                 |
| Fuente: ProCyclingStats |                   |                          |                 |
| Clasificación de la etapa |                   |                          |                 |
| Ciclista | Ciclista          | Equipo                   | Tiempo          |
| 1.º | Dylan Groenewegen | Team Jumbo-Visma         | 3 h 17 min 35 s |
| 2.º | Caleb Ewan        | Lotto-Soudal             | + 0 s           |
| 3.º | Fabio Jakobsen    | Deceuninck-Quick Step    | + 0 s           |
| 4.º | Sam Bennett       | Bora-Hansgrohe           | + 0 s           |
| 5.º | John Degenkolb    | Trek-Segafredo           | + 0 s           |
| 6.º | Matteo Trentin    | Mitchelton-Scott         | + 0 s           |
| 7.º | Arnaud Démare     | Groupama-FDJ             | + 0 s           |
| 8.º | Sonny Colbrelli   | Bahrain-Merida           | + 0 s           |
| 9.º | Bryan Coquard     | Vital Concept-B&B Hotels | + 0 s           |
| 10.º | Anthony Turgis    | Direct Énergie           | + 0 s           |

| \| Clasificación general \| Clasificación general \| Clasificación general \| Clasificación general \| Clasificación general \| \| Ciclista \| Ciclista \| Equipo \| Tiempo \| \| \| --------------------- \| --------------------- \| --------------------- \| --------------------- \| --------------------- \| \| 1.º \| Dylan Groenewegen \| Team Jumbo-Visma \| 3 h 17 min 35 s \| \| \| 2.º \| Caleb Ewan \| Lotto-Soudal \| + 4 s \| \| \| 3.º \| Luis León Sánchez \| Astana \| + 5 s \| \| \| 4.º \| Michał Kwiatkowski \| Team Sky \| + 5 s \| \| \| 5.º \| Fabio Jakobsen \| Deceuninck-Quick Step \| + 6 s \| \| \| 6.º \| Egan Bernal \| Team Sky \| + 9 s \| \| \| 7.º \| Rudy Molard \| Groupama-FDJ \| + 9 s \| \| \| 8.º \| Sam Bennett \| Bora-Hansgrohe \| + 10 s \| \| \| 9.º \| John Degenkolb \| Trek-Segafredo \| + 10 s \| \| \| 10.º \| Matteo Trentin \| Mitchelton-Scott \| + 10 s \| \| |                    |                       |                 |
| |                    |                       |                 |
| Fuente: ProCyclingStats |                    |                       |                 |
| Clasificación general |                    |                       |                 |
| Ciclista | Ciclista           | Equipo                | Tiempo          |
| 1.º | Dylan Groenewegen  | Team Jumbo-Visma      | 3 h 17 min 35 s |
| 2.º | Caleb Ewan         | Lotto-Soudal          | + 4 s           |
| 3.º | Luis León Sánchez  | Astana                | + 5 s           |
| 4.º | Michał Kwiatkowski | Team Sky              | + 5 s           |
| 5.º | Fabio Jakobsen     | Deceuninck-Quick Step | + 6 s           |
| 6.º | Egan Bernal        | Team Sky              | + 9 s           |
| 7.º | Rudy Molard        | Groupama-FDJ          | + 9 s           |
| 8.º | Sam Bennett        | Bora-Hansgrohe        | + 10 s          |
| 9.º | John Degenkolb     | Trek-Segafredo        | + 10 s          |
| 10.º | Matteo Trentin     | Mitchelton-Scott      | + 10 s          |

### 2.ª etapa
| Les Bréviaires - Bellegarde | etapa llana | (163,5 km) |

| \| Clasificación de la etapa \| Clasificación de la etapa \| Clasificación de la etapa \| Clasificación de la etapa \| Clasificación de la etapa \| \| Ciclista \| Ciclista \| Equipo \| Tiempo \| \| \| ------------------------- \| ------------------------- \| ------------------------- \| ------------------------- \| ------------------------- \| \| 1.º \| Dylan Groenewegen \| Team Jumbo-Visma \| 3 h 14 min 04 s \| \| \| 2.º \| Iván García Cortina \| Bahrain-Merida \| + 0 s \| \| \| 3.º \| Philippe Gilbert \| Deceuninck-Quick Step \| + 0 s \| \| \| 4.º \| Matteo Trentin \| Mitchelton-Scott \| + 0 s \| \| \| 5.º \| Michał Kwiatkowski \| Team Sky \| + 0 s \| \| \| 6.º \| Luis León Sánchez \| Astana \| + 0 s \| \| \| 7.º \| Egan Bernal \| Team Sky \| + 0 s \| \| \| 8.º \| Arnaud Démare \| Groupama-FDJ \| + 5 s \| \| \| 9.º \| André Greipel \| Arkéa-Samsic \| + 5 s \| \| \| 10.º \| Mike Teunissen \| Team Jumbo-Visma \| + 5 s \| \| |                     |                       |                 |
| |                     |                       |                 |
| Fuente: ProCyclingStats |                     |                       |                 |
| Clasificación de la etapa |                     |                       |                 |
| Ciclista | Ciclista            | Equipo                | Tiempo          |
| 1.º | Dylan Groenewegen   | Team Jumbo-Visma      | 3 h 14 min 04 s |
| 2.º | Iván García Cortina | Bahrain-Merida        | + 0 s           |
| 3.º | Philippe Gilbert    | Deceuninck-Quick Step | + 0 s           |
| 4.º | Matteo Trentin      | Mitchelton-Scott      | + 0 s           |
| 5.º | Michał Kwiatkowski  | Team Sky              | + 0 s           |
| 6.º | Luis León Sánchez   | Astana                | + 0 s           |
| 7.º | Egan Bernal         | Team Sky              | + 0 s           |
| 8.º | Arnaud Démare       | Groupama-FDJ          | + 5 s           |
| 9.º | André Greipel       | Arkéa-Samsic          | + 5 s           |
| 10.º | Mike Teunissen      | Team Jumbo-Visma      | + 5 s           |

| \| Clasificación general \| Clasificación general \| Clasificación general \| Clasificación general \| Clasificación general \| \| Ciclista \| Ciclista \| Equipo \| Tiempo \| \| \| --------------------- \| --------------------- \| --------------------- \| --------------------- \| --------------------- \| \| 1.º \| Dylan Groenewegen \| Team Jumbo-Visma \| 6 h 31 min 19 s \| \| \| 2.º \| Michał Kwiatkowski \| Team Sky \| + 12 s \| \| \| 3.º \| Luis León Sánchez \| Astana \| + 13 s \| \| \| 4.º \| Philippe Gilbert \| Deceuninck-Quick Step \| + 16 s \| \| \| 5.º \| Egan Bernal \| Team Sky \| + 19 s \| \| \| 6.º \| Matteo Trentin \| Mitchelton-Scott \| + 20 s \| \| \| 7.º \| Tony Gallopin \| AG2R La Mondiale \| + 22 s \| \| \| 8.º \| Rudy Molard \| Groupama-FDJ \| + 23 s \| \| \| 9.º \| Romain Bardet \| AG2R La Mondiale \| + 23 s \| \| \| 10.º \| Oliver Naesen \| AG2R La Mondiale \| + 24 s \| \| |                    |                       |                 |
| |                    |                       |                 |
| Fuente: ProCyclingStats |                    |                       |                 |
| Clasificación general |                    |                       |                 |
| Ciclista | Ciclista           | Equipo                | Tiempo          |
| 1.º | Dylan Groenewegen  | Team Jumbo-Visma      | 6 h 31 min 19 s |
| 2.º | Michał Kwiatkowski | Team Sky              | + 12 s          |
| 3.º | Luis León Sánchez  | Astana                | + 13 s          |
| 4.º | Philippe Gilbert   | Deceuninck-Quick Step | + 16 s          |
| 5.º | Egan Bernal        | Team Sky              | + 19 s          |
| 6.º | Matteo Trentin     | Mitchelton-Scott      | + 20 s          |
| 7.º | Tony Gallopin      | AG2R La Mondiale      | + 22 s          |
| 8.º | Rudy Molard        | Groupama-FDJ          | + 23 s          |
| 9.º | Romain Bardet      | AG2R La Mondiale      | + 23 s          |
| 10.º | Oliver Naesen      | AG2R La Mondiale      | + 24 s          |

### 3.ª etapa
| Cepoy - Moulins | etapa llana | (200 km) |

| \| Clasificación de la etapa \| Clasificación de la etapa \| Clasificación de la etapa \| Clasificación de la etapa \| Clasificación de la etapa \| \| Ciclista \| Ciclista \| Equipo \| Tiempo \| \| \| ------------------------- \| ------------------------- \| ------------------------- \| ------------------------- \| ------------------------- \| \| 1.º \| Sam Bennett \| Bora-Hansgrohe \| 5 h 16 min 25 s \| \| \| 2.º \| Caleb Ewan \| Lotto-Soudal \| + 0 s \| \| \| 3.º \| Fabio Jakobsen \| Deceuninck-Quick Step \| + 0 s \| \| \| 4.º \| Daniel McLay \| EF Education First \| + 0 s \| \| \| 5.º \| Bryan Coquard \| Vital Concept-B&B Hotels \| + 0 s \| \| \| 6.º \| Niccolò Bonifazio \| Direct Énergie \| + 0 s \| \| \| 7.º \| Alexander Kristoff \| UAE Team Emirates \| + 0 s \| \| \| 8.º \| Arnaud Démare \| Groupama-FDJ \| + 0 s \| \| \| 9.º \| Dylan Groenewegen \| Team Jumbo-Visma \| + 0 s \| \| \| 10.º \| Edward Theuns \| Trek-Segafredo \| + 0 s \| \| |                    |                          |                 |
| |                    |                          |                 |
| Fuente: ProCyclingStats |                    |                          |                 |
| Clasificación de la etapa |                    |                          |                 |
| Ciclista | Ciclista           | Equipo                   | Tiempo          |
| 1.º | Sam Bennett        | Bora-Hansgrohe           | 5 h 16 min 25 s |
| 2.º | Caleb Ewan         | Lotto-Soudal             | + 0 s           |
| 3.º | Fabio Jakobsen     | Deceuninck-Quick Step    | + 0 s           |
| 4.º | Daniel McLay       | EF Education First       | + 0 s           |
| 5.º | Bryan Coquard      | Vital Concept-B&B Hotels | + 0 s           |
| 6.º | Niccolò Bonifazio  | Direct Énergie           | + 0 s           |
| 7.º | Alexander Kristoff | UAE Team Emirates        | + 0 s           |
| 8.º | Arnaud Démare      | Groupama-FDJ             | + 0 s           |
| 9.º | Dylan Groenewegen  | Team Jumbo-Visma         | + 0 s           |
| 10.º | Edward Theuns      | Trek-Segafredo           | + 0 s           |

| \| Clasificación general \| Clasificación general \| Clasificación general \| Clasificación general \| Clasificación general \| \| Ciclista \| Ciclista \| Equipo \| Tiempo \| \| \| --------------------- \| --------------------- \| --------------------- \| --------------------- \| --------------------- \| \| 1.º \| Dylan Groenewegen \| Team Jumbo-Visma \| 11 h 47 min 44 s \| \| \| 2.º \| Michał Kwiatkowski \| Team Sky \| + 6 s \| \| \| 3.º \| Luis León Sánchez \| Astana \| + 11 s \| \| \| 4.º \| Philippe Gilbert \| Deceuninck-Quick Step \| + 16 s \| \| \| 5.º \| Egan Bernal \| Team Sky \| + 17 s \| \| \| 6.º \| Matteo Trentin \| Mitchelton-Scott \| + 20 s \| \| \| 7.º \| Tony Gallopin \| AG2R La Mondiale \| + 21 s \| \| \| 8.º \| Rudy Molard \| Groupama-FDJ \| + 23 s \| \| \| 9.º \| Romain Bardet \| AG2R La Mondiale \| + 23 s \| \| \| 10.º \| Oliver Naesen \| AG2R La Mondiale \| + 24 s \| \| |                    |                       |                  |
| |                    |                       |                  |
| Fuente: ProCyclingStats |                    |                       |                  |
| Clasificación general |                    |                       |                  |
| Ciclista | Ciclista           | Equipo                | Tiempo           |
| 1.º | Dylan Groenewegen  | Team Jumbo-Visma      | 11 h 47 min 44 s |
| 2.º | Michał Kwiatkowski | Team Sky              | + 6 s            |
| 3.º | Luis León Sánchez  | Astana                | + 11 s           |
| 4.º | Philippe Gilbert   | Deceuninck-Quick Step | + 16 s           |
| 5.º | Egan Bernal        | Team Sky              | + 17 s           |
| 6.º | Matteo Trentin     | Mitchelton-Scott      | + 20 s           |
| 7.º | Tony Gallopin      | AG2R La Mondiale      | + 21 s           |
| 8.º | Rudy Molard        | Groupama-FDJ          | + 23 s           |
| 9.º | Romain Bardet      | AG2R La Mondiale      | + 23 s           |
| 10.º | Oliver Naesen      | AG2R La Mondiale      | + 24 s           |

### 4.ª etapa
| Vichy - Pélussin | etapa escarpada | (210,5 km) |

| \| Clasificación de la etapa \| Clasificación de la etapa \| Clasificación de la etapa \| Clasificación de la etapa \| Clasificación de la etapa \| \| Ciclista \| Ciclista \| Equipo \| Tiempo \| \| \| ------------------------- \| ------------------------- \| ------------------------- \| ------------------------- \| ------------------------- \| \| 1.º \| Magnus Cort \| Astana \| 5 h 03 min 49 s \| \| \| 2.º \| Thomas de Gendt \| Lotto-Soudal \| + 7 s \| \| \| 3.º \| Giulio Ciccone \| Trek-Segafredo \| + 13 s \| \| \| 4.º \| Alessandro De Marchi \| CCC Team \| + 18 s \| \| \| 5.º \| Lilian Calmejane \| Direct Énergie \| + 48 s \| \| \| 6.º \| Valentin Madouas \| Groupama-FDJ \| + 48 s \| \| \| 7.º \| Sonny Colbrelli \| Bahrain-Merida \| + 48 s \| \| \| 8.º \| Matteo Trentin \| Mitchelton-Scott \| + 48 s \| \| \| 9.º \| Philippe Gilbert \| Deceuninck-Quick Step \| + 48 s \| \| \| 10.º \| Michał Kwiatkowski \| Team Sky \| + 48 s \| \| |                      |                       |                 |
| |                      |                       |                 |
| Fuente: ProCyclingStats |                      |                       |                 |
| Clasificación de la etapa |                      |                       |                 |
| Ciclista | Ciclista             | Equipo                | Tiempo          |
| 1.º | Magnus Cort          | Astana                | 5 h 03 min 49 s |
| 2.º | Thomas de Gendt      | Lotto-Soudal          | + 7 s           |
| 3.º | Giulio Ciccone       | Trek-Segafredo        | + 13 s          |
| 4.º | Alessandro De Marchi | CCC Team              | + 18 s          |
| 5.º | Lilian Calmejane     | Direct Énergie        | + 48 s          |
| 6.º | Valentin Madouas     | Groupama-FDJ          | + 48 s          |
| 7.º | Sonny Colbrelli      | Bahrain-Merida        | + 48 s          |
| 8.º | Matteo Trentin       | Mitchelton-Scott      | + 48 s          |
| 9.º | Philippe Gilbert     | Deceuninck-Quick Step | + 48 s          |
| 10.º | Michał Kwiatkowski   | Team Sky              | + 48 s          |

| \| Clasificación general \| Clasificación general \| Clasificación general \| Clasificación general \| Clasificación general \| \| Ciclista \| Ciclista \| Equipo \| Tiempo \| \| \| --------------------- \| --------------------- \| --------------------- \| --------------------- \| --------------------- \| \| 1.º \| Michał Kwiatkowski \| Team Sky \| 16 h 52 min 27 s \| \| \| 2.º \| Luis León Sánchez \| Astana \| + 5 s \| \| \| 3.º \| Philippe Gilbert \| Deceuninck-Quick Step \| + 10 s \| \| \| 4.º \| Egan Bernal \| Team Sky \| + 11 s \| \| \| 5.º \| Matteo Trentin \| Mitchelton-Scott \| + 14 s \| \| \| 6.º \| Tony Gallopin \| AG2R La Mondiale \| + 15 s \| \| \| 7.º \| Rudy Molard \| Groupama-FDJ \| + 17 s \| \| \| 8.º \| Romain Bardet \| AG2R La Mondiale \| + 17 s \| \| \| 9.º \| Oliver Naesen \| AG2R La Mondiale \| + 18 s \| \| \| 10.º \| Felix Großschartner \| Bora-Hansgrohe \| + 18 s \| \| |                     |                       |                  |
| |                     |                       |                  |
| Fuente: ProCyclingStats |                     |                       |                  |
| Clasificación general |                     |                       |                  |
| Ciclista | Ciclista            | Equipo                | Tiempo           |
| 1.º | Michał Kwiatkowski  | Team Sky              | 16 h 52 min 27 s |
| 2.º | Luis León Sánchez   | Astana                | + 5 s            |
| 3.º | Philippe Gilbert    | Deceuninck-Quick Step | + 10 s           |
| 4.º | Egan Bernal         | Team Sky              | + 11 s           |
| 5.º | Matteo Trentin      | Mitchelton-Scott      | + 14 s           |
| 6.º | Tony Gallopin       | AG2R La Mondiale      | + 15 s           |
| 7.º | Rudy Molard         | Groupama-FDJ          | + 17 s           |
| 8.º | Romain Bardet       | AG2R La Mondiale      | + 17 s           |
| 9.º | Oliver Naesen       | AG2R La Mondiale      | + 18 s           |
| 10.º | Felix Großschartner | Bora-Hansgrohe        | + 18 s           |

### 5.ª etapa
| Barbentane - Barbentane | contrarreloj individual | (25,5 km) |

| \| Clasificación de la etapa \| Clasificación de la etapa \| Clasificación de la etapa \| Clasificación de la etapa \| Clasificación de la etapa \| \| Ciclista \| Ciclista \| Equipo \| Tiempo \| \| \| ------------------------- \| ------------------------- \| ------------------------- \| ------------------------- \| ------------------------- \| \| 1.º \| Simon Yates \| Mitchelton-Scott \| 30 min 26 s \| \| \| 2.º \| Nils Politt \| Katusha-Alpecin \| + 7 s \| \| \| 3.º \| Michał Kwiatkowski \| Team Sky \| + 11 s \| \| \| 4.º \| Tejay van Garderen \| EF Education First \| + 15 s \| \| \| 5.º \| Daniel Felipe Martínez \| EF Education First \| + 15 s \| \| \| 6.º \| Egan Bernal \| Team Sky \| + 15 s \| \| \| 7.º \| Lawson Craddock \| EF Education First \| + 15 s \| \| \| 8.º \| Thomas Scully \| EF Education First \| + 27 s \| \| \| 9.º \| Marc Soler \| Movistar Team \| + 30 s \| \| \| 10.º \| Luis León Sánchez \| Astana \| + 30 s \| \| |                        |                    |             |
| |                        |                    |             |
| Fuente: ProCyclingStats |                        |                    |             |
| Clasificación de la etapa |                        |                    |             |
| Ciclista | Ciclista               | Equipo             | Tiempo      |
| 1.º | Simon Yates            | Mitchelton-Scott   | 30 min 26 s |
| 2.º | Nils Politt            | Katusha-Alpecin    | + 7 s       |
| 3.º | Michał Kwiatkowski     | Team Sky           | + 11 s      |
| 4.º | Tejay van Garderen     | EF Education First | + 15 s      |
| 5.º | Daniel Felipe Martínez | EF Education First | + 15 s      |
| 6.º | Egan Bernal            | Team Sky           | + 15 s      |
| 7.º | Lawson Craddock        | EF Education First | + 15 s      |
| 8.º | Thomas Scully          | EF Education First | + 27 s      |
| 9.º | Marc Soler             | Movistar Team      | + 30 s      |
| 10.º | Luis León Sánchez      | Astana             | + 30 s      |

| \| Clasificación general \| Clasificación general \| Clasificación general \| Clasificación general \| Clasificación general \| \| Ciclista \| Ciclista \| Equipo \| Tiempo \| \| \| --------------------- \| --------------------- \| --------------------- \| --------------------- \| --------------------- \| \| 1.º \| Michał Kwiatkowski \| Team Sky \| 17 h 23 min 04 s \| \| \| 2.º \| Egan Bernal \| Team Sky \| + 15 s \| \| \| 3.º \| Luis León Sánchez \| Astana \| + 24 s \| \| \| 4.º \| Wilco Kelderman \| Team Sunweb \| + 57 s \| \| \| 5.º \| Bob Jungels \| Deceuninck-Quick Step \| + 57 s \| \| \| 6.º \| Nairo Quintana \| Movistar Team \| + 1 min 01 s \| \| \| 7.º \| Felix Großschartner \| Bora-Hansgrohe \| + 1 min 05 s \| \| \| 8.º \| Jack Haig \| Mitchelton-Scott \| + 1 min 15 s \| \| \| 9.º \| Rudy Molard \| Groupama-FDJ \| + 1 min 18 s \| \| \| 10.º \| Romain Bardet \| AG2R La Mondiale \| + 1 min 21 s \| \| |                     |                       |                  |
| |                     |                       |                  |
| Fuente: ProCyclingStats |                     |                       |                  |
| Clasificación general |                     |                       |                  |
| Ciclista | Ciclista            | Equipo                | Tiempo           |
| 1.º | Michał Kwiatkowski  | Team Sky              | 17 h 23 min 04 s |
| 2.º | Egan Bernal         | Team Sky              | + 15 s           |
| 3.º | Luis León Sánchez   | Astana                | + 24 s           |
| 4.º | Wilco Kelderman     | Team Sunweb           | + 57 s           |
| 5.º | Bob Jungels         | Deceuninck-Quick Step | + 57 s           |
| 6.º | Nairo Quintana      | Movistar Team         | + 1 min 01 s     |
| 7.º | Felix Großschartner | Bora-Hansgrohe        | + 1 min 05 s     |
| 8.º | Jack Haig           | Mitchelton-Scott      | + 1 min 15 s     |
| 9.º | Rudy Molard         | Groupama-FDJ          | + 1 min 18 s     |
| 10.º | Romain Bardet       | AG2R La Mondiale      | + 1 min 21 s     |

### 6.ª etapa
| Peynier - Brignoles | etapa escarpada | (210,5 km) |

| \| Clasificación de la etapa \| Clasificación de la etapa \| Clasificación de la etapa \| Clasificación de la etapa \| Clasificación de la etapa \| \| Ciclista \| Ciclista \| Equipo \| Tiempo \| \| \| ------------------------- \| ------------------------- \| ------------------------- \| ------------------------- \| ------------------------- \| \| 1.º \| Sam Bennett \| Bora-Hansgrohe \| 4 h 12 min 35 s \| \| \| 2.º \| Arnaud Démare \| Groupama-FDJ \| + 0 s \| \| \| 3.º \| Matteo Trentin \| Mitchelton-Scott \| + 0 s \| \| \| 4.º \| John Degenkolb \| Trek-Segafredo \| + 0 s \| \| \| 5.º \| Bryan Coquard \| Vital Concept-B&B Hotels \| + 0 s \| \| \| 6.º \| Anthony Turgis \| Direct Énergie \| + 0 s \| \| \| 7.º \| Florian Sénéchal \| Deceuninck-Quick Step \| + 0 s \| \| \| 8.º \| Oliver Naesen \| AG2R La Mondiale \| + 0 s \| \| \| 9.º \| Alexander Kristoff \| UAE Team Emirates \| + 0 s \| \| \| 10.º \| Egan Bernal \| Team Sky \| + 0 s \| \| |                    |                          |                 |
| |                    |                          |                 |
| Fuente: ProCyclingStats |                    |                          |                 |
| Clasificación de la etapa |                    |                          |                 |
| Ciclista | Ciclista           | Equipo                   | Tiempo          |
| 1.º | Sam Bennett        | Bora-Hansgrohe           | 4 h 12 min 35 s |
| 2.º | Arnaud Démare      | Groupama-FDJ             | + 0 s           |
| 3.º | Matteo Trentin     | Mitchelton-Scott         | + 0 s           |
| 4.º | John Degenkolb     | Trek-Segafredo           | + 0 s           |
| 5.º | Bryan Coquard      | Vital Concept-B&B Hotels | + 0 s           |
| 6.º | Anthony Turgis     | Direct Énergie           | + 0 s           |
| 7.º | Florian Sénéchal   | Deceuninck-Quick Step    | + 0 s           |
| 8.º | Oliver Naesen      | AG2R La Mondiale         | + 0 s           |
| 9.º | Alexander Kristoff | UAE Team Emirates        | + 0 s           |
| 10.º | Egan Bernal        | Team Sky                 | + 0 s           |

| \| Clasificación general \| Clasificación general \| Clasificación general \| Clasificación general \| Clasificación general \| \| Ciclista \| Ciclista \| Equipo \| Tiempo \| \| \| --------------------- \| --------------------- \| --------------------- \| --------------------- \| --------------------- \| \| 1.º \| Michał Kwiatkowski \| Team Sky \| 21 h 35 min 36 s \| \| \| 2.º \| Egan Bernal \| Team Sky \| + 18 s \| \| \| 3.º \| Luis León Sánchez \| Astana \| + 22 s \| \| \| 4.º \| Wilco Kelderman \| Team Sunweb \| + 1 min 00 s \| \| \| 5.º \| Bob Jungels \| Deceuninck-Quick Step \| + 1 min 00 s \| \| \| 6.º \| Nairo Quintana \| Movistar Team \| + 1 min 04 s \| \| \| 7.º \| Felix Großschartner \| Bora-Hansgrohe \| + 1 min 08 s \| \| \| 8.º \| Jack Haig \| Mitchelton-Scott \| + 1 min 17 s \| \| \| 9.º \| Rudy Molard \| Groupama-FDJ \| + 1 min 21 s \| \| \| 10.º \| Romain Bardet \| AG2R La Mondiale \| + 1 min 24 s \| \| |                     |                       |                  |
| |                     |                       |                  |
| Fuente: ProCyclingStats |                     |                       |                  |
| Clasificación general |                     |                       |                  |
| Ciclista | Ciclista            | Equipo                | Tiempo           |
| 1.º | Michał Kwiatkowski  | Team Sky              | 21 h 35 min 36 s |
| 2.º | Egan Bernal         | Team Sky              | + 18 s           |
| 3.º | Luis León Sánchez   | Astana                | + 22 s           |
| 4.º | Wilco Kelderman     | Team Sunweb           | + 1 min 00 s     |
| 5.º | Bob Jungels         | Deceuninck-Quick Step | + 1 min 00 s     |
| 6.º | Nairo Quintana      | Movistar Team         | + 1 min 04 s     |
| 7.º | Felix Großschartner | Bora-Hansgrohe        | + 1 min 08 s     |
| 8.º | Jack Haig           | Mitchelton-Scott      | + 1 min 17 s     |
| 9.º | Rudy Molard         | Groupama-FDJ          | + 1 min 21 s     |
| 10.º | Romain Bardet       | AG2R La Mondiale      | + 1 min 24 s     |

### 7.ª etapa
| Niza - Col de Turini | etapa de montaña | (181,5 km) |

| \| Clasificación de la etapa \| Clasificación de la etapa \| Clasificación de la etapa \| Clasificación de la etapa \| Clasificación de la etapa \| \| Ciclista \| Ciclista \| Equipo \| Tiempo \| \| \| ------------------------- \| ------------------------- \| -------------------------- \| ------------------------- \| ------------------------- \| \| 1.º \| Daniel Felipe Martínez \| EF Education First \| 4 h 55 min 49 s \| \| \| 2.º \| Miguel Ángel López \| Astana \| + 6 s \| \| \| 3.º \| Nicolas Edet \| Cofidis, Solutions Crédits \| + 20 s \| \| \| 4.º \| Simon Yates \| Mitchelton-Scott \| + 20 s \| \| \| 5.º \| Jonathan Hivert \| Direct Énergie \| + 55 s \| \| \| 6.º \| Giulio Ciccone \| Trek-Segafredo \| + 2 min 03 s \| \| \| 7.º \| Julien El Fares \| Delko Marseille Provence \| + 2 min 03 s \| \| \| 8.º \| Sergio Luis Henao \| UAE Team Emirates \| + 2 min 08 s \| \| \| 9.º \| Víctor de la Parte \| CCC Team \| + 2 min 13 s \| \| \| 10.º \| Alessandro De Marchi \| CCC Team \| + 2 min 15 s \| \| |                        |                            |                 |
| |                        |                            |                 |
| Fuente: ProCyclingStats |                        |                            |                 |
| Clasificación de la etapa |                        |                            |                 |
| Ciclista | Ciclista               | Equipo                     | Tiempo          |
| 1.º | Daniel Felipe Martínez | EF Education First         | 4 h 55 min 49 s |
| 2.º | Miguel Ángel López     | Astana                     | + 6 s           |
| 3.º | Nicolas Edet           | Cofidis, Solutions Crédits | + 20 s          |
| 4.º | Simon Yates            | Mitchelton-Scott           | + 20 s          |
| 5.º | Jonathan Hivert        | Direct Énergie             | + 55 s          |
| 6.º | Giulio Ciccone         | Trek-Segafredo             | + 2 min 03 s    |
| 7.º | Julien El Fares        | Delko Marseille Provence   | + 2 min 03 s    |
| 8.º | Sergio Luis Henao      | UAE Team Emirates          | + 2 min 08 s    |
| 9.º | Víctor de la Parte     | CCC Team                   | + 2 min 13 s    |
| 10.º | Alessandro De Marchi   | CCC Team                   | + 2 min 15 s    |

| \| Clasificación general \| Clasificación general \| Clasificación general \| Clasificación general \| Clasificación general \| \| Ciclista \| Ciclista \| Equipo \| Tiempo \| \| \| --------------------- \| --------------------- \| --------------------- \| --------------------- \| --------------------- \| \| 1.º \| Egan Bernal \| Team Sky \| 26 h 35 min 26 s \| \| \| 2.º \| Philippe Gilbert \| Deceuninck-Quick Step \| + 45 s \| \| \| 3.º \| Nairo Quintana \| Movistar Team \| + 46 s \| \| \| 4.º \| Michał Kwiatkowski \| Team Sky \| + 1 min 03 s \| \| \| 5.º \| Jack Haig \| Mitchelton-Scott \| + 1 min 21 s \| \| \| 6.º \| Romain Bardet \| AG2R La Mondiale \| + 1 min 45 s \| \| \| 7.º \| George Bennett \| Team Jumbo-Visma \| + 2 min 20 s \| \| \| 8.º \| Ilnur Zakarin \| Katusha-Alpecin \| + 2 min 52 s \| \| \| 9.º \| Rudy Molard \| Groupama-FDJ \| + 3 min 02 s \| \| \| 10.º \| Bob Jungels \| Deceuninck-Quick Step \| + 3 min 06 s \| \| |                    |                       |                  |
| |                    |                       |                  |
| Fuente: ProCyclingStats |                    |                       |                  |
| Clasificación general |                    |                       |                  |
| Ciclista | Ciclista           | Equipo                | Tiempo           |
| 1.º | Egan Bernal        | Team Sky              | 26 h 35 min 26 s |
| 2.º | Philippe Gilbert   | Deceuninck-Quick Step | + 45 s           |
| 3.º | Nairo Quintana     | Movistar Team         | + 46 s           |
| 4.º | Michał Kwiatkowski | Team Sky              | + 1 min 03 s     |
| 5.º | Jack Haig          | Mitchelton-Scott      | + 1 min 21 s     |
| 6.º | Romain Bardet      | AG2R La Mondiale      | + 1 min 45 s     |
| 7.º | George Bennett     | Team Jumbo-Visma      | + 2 min 20 s     |
| 8.º | Ilnur Zakarin      | Katusha-Alpecin       | + 2 min 52 s     |
| 9.º | Rudy Molard        | Groupama-FDJ          | + 3 min 02 s     |
| 10.º | Bob Jungels        | Deceuninck-Quick Step | + 3 min 06 s     |

### 8.ª etapa
| Niza - Niza | etapa de media montaña | (110 km) |

| \| Clasificación de la etapa \| Clasificación de la etapa \| Clasificación de la etapa \| Clasificación de la etapa \| Clasificación de la etapa \| \| Ciclista \| Ciclista \| Equipo \| Tiempo \| \| \| ------------------------- \| ------------------------- \| ------------------------- \| ------------------------- \| ------------------------- \| \| 1.º \| Ion Izagirre \| Astana \| 2 h 41 min 10 s \| \| \| 2.º \| Oliver Naesen \| AG2R La Mondiale \| + 18 s \| \| \| 3.º \| Wilco Kelderman \| Team Sunweb \| + 18 s \| \| \| 4.º \| Daniel Felipe Martínez \| EF Education First \| + 18 s \| \| \| 5.º \| Felix Großschartner \| Bora-Hansgrohe \| + 18 s \| \| \| 6.º \| Domenico Pozzovivo \| Bahrain-Merida \| + 18 s \| \| \| 7.º \| Luis León Sánchez \| Astana \| + 18 s \| \| \| 8.º \| Simon Yates \| Mitchelton-Scott \| + 20 s \| \| \| 9.º \| Tejay van Garderen \| EF Education First \| + 20 s \| \| \| 10.º \| Nairo Quintana \| Movistar Team \| + 22 s \| \| |                        |                    |                 |
| |                        |                    |                 |
| Fuente: ProCyclingStats |                        |                    |                 |
| Clasificación de la etapa |                        |                    |                 |
| Ciclista | Ciclista               | Equipo             | Tiempo          |
| 1.º | Ion Izagirre           | Astana             | 2 h 41 min 10 s |
| 2.º | Oliver Naesen          | AG2R La Mondiale   | + 18 s          |
| 3.º | Wilco Kelderman        | Team Sunweb        | + 18 s          |
| 4.º | Daniel Felipe Martínez | EF Education First | + 18 s          |
| 5.º | Felix Großschartner    | Bora-Hansgrohe     | + 18 s          |
| 6.º | Domenico Pozzovivo     | Bahrain-Merida     | + 18 s          |
| 7.º | Luis León Sánchez      | Astana             | + 18 s          |
| 8.º | Simon Yates            | Mitchelton-Scott   | + 20 s          |
| 9.º | Tejay van Garderen     | EF Education First | + 20 s          |
| 10.º | Nairo Quintana         | Movistar Team      | + 22 s          |

## Clasificaciones finales
- Las clasificaciones finalizaron de la siguiente forma:[3]

### Clasificación general
| \| Clasificación general \| Clasificación general \| Clasificación general \| Clasificación general \| Clasificación general \| \| Ciclista \| Ciclista \| Equipo \| Tiempo \| \| \| --------------------- \| --------------------- \| --------------------- \| --------------------- \| --------------------- \| \| 1.º \| Egan Bernal \| Team Sky \| 29 h 17 min 02 s \| \| \| 2.º \| Nairo Quintana \| Movistar Team \| + 39 s \| \| \| 3.º \| Michał Kwiatkowski \| Team Sky \| + 1 min 03 s \| \| \| 4.º \| Jack Haig \| Mitchelton-Scott \| + 1 min 21 s \| \| \| 5.º \| Romain Bardet \| AG2R La Mondiale \| + 1 min 45 s \| \| \| 6.º \| George Bennett \| Team Jumbo-Visma \| + 2 min 20 s \| \| \| 7.º \| Rudy Molard \| Groupama-FDJ \| + 3 min 02 s \| \| \| 8.º \| Bob Jungels \| Deceuninck-Quick Step \| + 3 min 06 s \| \| \| 9.º \| Luis León Sánchez \| Astana \| + 3 min 12 s \| \| \| 10.º \| Ilnur Zakarin \| Katusha-Alpecin \| + 4 min 07 s \| \| |                    |                       |                  |
| |                    |                       |                  |
| Fuente: ProCyclingStats |                    |                       |                  |
| Clasificación general |                    |                       |                  |
| Ciclista | Ciclista           | Equipo                | Tiempo           |
| 1.º | Egan Bernal        | Team Sky              | 29 h 17 min 02 s |
| 2.º | Nairo Quintana     | Movistar Team         | + 39 s           |
| 3.º | Michał Kwiatkowski | Team Sky              | + 1 min 03 s     |
| 4.º | Jack Haig          | Mitchelton-Scott      | + 1 min 21 s     |
| 5.º | Romain Bardet      | AG2R La Mondiale      | + 1 min 45 s     |
| 6.º | George Bennett     | Team Jumbo-Visma      | + 2 min 20 s     |
| 7.º | Rudy Molard        | Groupama-FDJ          | + 3 min 02 s     |
| 8.º | Bob Jungels        | Deceuninck-Quick Step | + 3 min 06 s     |
| 9.º | Luis León Sánchez  | Astana                | + 3 min 12 s     |
| 10.º | Ilnur Zakarin      | Katusha-Alpecin       | + 4 min 07 s     |

### Clasificación de la montaña
| Clasificación de la montaña | Clasificación de la montaña | Clasificación de la montaña | Clasificación de la montaña | Clasificación de la montaña |
| Ciclista                    | Ciclista                    | Equipo                      | Puntos                      |                             |
| --------------------------- | --------------------------- | --------------------------- | --------------------------- | --------------------------- |
| 1.º                         | Thomas de Gendt             | Lotto-Soudal                | 76 pts                      |                             |
| 2.º                         | Alessandro De Marchi        | CCC Team                    | 43 pts                      |                             |
| 3.º                         | Nairo Quintana              | Movistar Team               | 25 pts                      |                             |
| 4.º                         | Matteo Trentin              | Mitchelton-Scott            | 16 pts                      |                             |
| 5.º                         | Ion Izagirre                | Astana                      | 16 pts                      |                             |
| 6.º                         | Tejay van Garderen          | EF Education First          | 16 pts                      |                             |
| 7.º                         | Miguel Ángel López          | Astana                      | 15 pts                      |                             |
| 8.º                         | Daniel Felipe Martínez      | EF Education First          | 14 pts                      |                             |
| 9.º                         | Luis León Sánchez           | Astana                      | 12 pts                      |                             |
| 10.º                        | Giulio Ciccone              | Trek-Segafredo              | 12 pts                      |                             |

### Clasificación por puntos
| Clasificación por puntos | Clasificación por puntos | Clasificación por puntos | Clasificación por puntos | Clasificación por puntos |
| Ciclista                 | Ciclista                 | Equipo                   | Puntos                   |                          |
| ------------------------ | ------------------------ | ------------------------ | ------------------------ | ------------------------ |
| 1.º                      | Michał Kwiatkowski       | Team Sky                 | 33 pts                   |                          |
| 2.º                      | Daniel Felipe Martínez   | EF Education First       | 28 pts                   |                          |
| 3.º                      | Simon Yates              | Mitchelton-Scott         | 25 pts                   |                          |
| 4.º                      | Luis León Sánchez        | Astana                   | 24 pts                   |                          |
| 5.º                      | Matteo Trentin           | Mitchelton-Scott         | 24 pts                   |                          |
| 6.º                      | Arnaud Démare            | Groupama-FDJ             | 22 pts                   |                          |
| 7.º                      | Magnus Cort              | Astana                   | 18 pts                   |                          |
| 8.º                      | Ion Izagirre             | Astana                   | 18 pts                   |                          |
| 9.º                      | Philippe Gilbert         | Deceuninck-Quick Step    | 16 pts                   |                          |
| 10.º                     | Oliver Naesen            | AG2R La Mondiale         | 16 pts                   |                          |

### Clasificación de los jóvenes
| Clasificación del mejor joven | Clasificación del mejor joven | Clasificación del mejor joven | Clasificación del mejor joven | Clasificación del mejor joven |
| Ciclista                      | Ciclista                      | Equipo                        | Tiempo                        |                               |
| ----------------------------- | ----------------------------- | ----------------------------- | ----------------------------- | ----------------------------- |
| 1.º                           | Egan Bernal                   | Team Sky                      | 29 h 17 min 02 s              |                               |
| 2.º                           | Valentin Madouas              | Groupama-FDJ                  | + 4 min 07 s                  |                               |
| 3.º                           | Daniel Felipe Martínez        | EF Education First            | + 9 min 27 s                  |                               |
| 4.º                           | Miguel Ángel López            | Astana                        | + 23 min 44 s                 |                               |
| 5.º                           | Tao Geoghegan Hart            | Team Sky                      | + 26 min 23 s                 |                               |
| 6.º                           | Giulio Ciccone                | Trek-Segafredo                | + 30 min 21 s                 |                               |
| 7.º                           | Élie Gesbert                  | Arkéa-Samsic                  | + 30 min 24 s                 |                               |
| 8.º                           | Iván Ramiro Sosa              | Team Sky                      | + 31 min 57 s                 |                               |
| 9.º                           | Iván García Cortina           | Bahrain-Merida                | + 36 min 47 s                 |                               |
| 10.º                          | Nils Politt                   | Katusha-Alpecin               | + 37 min 22 s                 |                               |

### Clasificación por equipos
| Clasificación por equipos | Clasificación por equipos | Clasificación por equipos | Clasificación por equipos |
| Equipo                    | Equipo                    | Tiempo                    |                           |
| ------------------------- | ------------------------- | ------------------------- | ------------------------- |
| 1.º                       | Sky                       | 87 h 57 min 51 s          |                           |
| 2.º                       | Astana                    | + 9 min 46 s              |                           |
| 3.º                       | AG2R La Mondiale          | + 10 min 25 s             |                           |
| 4.º                       | Mitchelton-Scott          | + 15 min 27 s             |                           |
| 5.º                       | Bahrain-Merida            | + 17 min 18 s             |                           |
| 6.º                       | Movistar Team             | + 33 min 16 s             |                           |
| 7.º                       | Direct Énergie            | + 40 min 19 s             |                           |
| 8.º                       | Groupama-FDJ              | + 41 min 41 s             |                           |
| 9.º                       | Trek-Segafredo            | + 42 min 18 s             |                           |
| 10.º                      | Deceuninck-Quick Step     | + 43 min 46 s             |                           |

## Evolución de las clasificaciones
| Etapa                   | Vencedor                | Clasificación general | Clasificación de la montaña | Clasificación por puntos | Clasificación de los jóvenes | Clasificación por equipos |
| ----------------------- | ----------------------- | --------------------- | --------------------------- | ------------------------ | ---------------------------- | ------------------------- |
| 1.ª                     | Dylan Groenewegen       | Dylan Groenewegen     | Damien Gaudin               | Dylan Groenewegen        | Caleb Ewan                   | Bora-Hansgrohe            |
| 2.ª                     | Dylan Groenewegen       | Dylan Groenewegen     | Damien Gaudin               | Dylan Groenewegen        | Egan Bernal                  | Jumbo-Visma               |
| 3.ª                     | Sam Bennett             | Dylan Groenewegen     | Damien Gaudin               | Dylan Groenewegen        | Egan Bernal                  | Jumbo-Visma               |
| 4.ª                     | Magnus Cort             | Michał Kwiatkowski    | Thomas de Gendt             | Dylan Groenewegen        | Egan Bernal                  | AG2R La Mondiale          |
| 5.ª                     | Simon Yates             | Michał Kwiatkowski    | Thomas de Gendt             | Dylan Groenewegen        | Egan Bernal                  | EF Education First        |
| 6.ª                     | Sam Bennett             | Michał Kwiatkowski    | Thomas de Gendt             | Sam Bennett              | Egan Bernal                  | Sky                       |
| 7.ª                     | Daniel Felipe Martínez  | Egan Bernal           | Thomas de Gendt             | Michał Kwiatkowski       | Egan Bernal                  | Sky                       |
| 8.ª                     | Ion Izagirre            | Egan Bernal           | Thomas de Gendt             | Michał Kwiatkowski       | Egan Bernal                  | Sky                       |
| Clasificaciones finales | Clasificaciones finales | Egan Bernal           | Thomas de Gendt             | Michał Kwiatkowski       | Egan Bernal                  | Sky                       |

## Ciclistas participantes y posiciones finales
Convenciones:
- AB-N: Abandono en la etapa "N"
- FLT-N: Retiro por llegada fuera del límite de tiempo en la etapa "N"
- NTS-N: No tomó la salida para la etapa "N"
- DES-N: Descalificado o expulsado en la etapa "N"

## UCI World Ranking
La París-Niza otorgó puntos para el UCI World Ranking para corredores de los equipos en las categorías UCI WorldTeam, Profesional Continental y Equipos Continentales. Las siguientes tablas son el baremo de puntuación y los 10 corredores que obtuvieron más puntos:
| Posición              | 1.º | 2.º | 3.º | 4.º | 5.º | 6.º | 7.º | 8.º | 9.º | 10.º | 11.º | 12.º | 13.º | 14.º | 15.º | 16.º-20.º | 21.º-30.º | 31.º-50.º | 51.º-55.º | 56.º-60.º |
| Clasificación general | 500 | 400 | 325 | 275 | 225 | 175 | 150 | 125 | 100 | 85   | 70   | 60   | 50   | 40   | 35   | 30        | 20        | 10        | 5         | 3         |
| Por etapa             | 60  | 25  | 10  |     |     |     |     |     |     |      |      |      |      |      |      |           |           |           |           |           |
| Líder                 | 10  |     |     |     |     |     |     |     |     |      |      |      |      |      |      |           |           |           |           |           |

| Clasificación |                    |                       |         |       |       |       |
| Ciclista      | Ciclista           | Equipo                | General | Etapa | Líder | Total |
| ------------- | ------------------ | --------------------- | ------- | ----- | ----- | ----- |
| 1.º           | Egan Bernal        | Sky                   | 500     | -     | 10    | 510   |
| 2.º           | Nairo Quintana     | Movistar              | 400     | -     | -     | 400   |
| 3.º           | Michał Kwiatkowski | Sky                   | 325     | 10    | 30    | 365   |
| 4.º           | Jack Haig          | Mitchelton-Scott      | 275     | -     | -     | 275   |
| 5.º           | Romain Bardet      | AG2R La Mondiale      | 225     | -     | -     | 225   |
| 6.º           | George Bennett     | Jumbo-Visma           | 175     | -     | -     | 175   |
| 7.º           | Rudy Molard        | Groupama-FDJ          | 150     | -     | -     | 150   |
| 8.º           | Dylan Groenewegen  | Jumbo-Visma           | -       | 120   | 30    | 150   |
| 9.º           | Bob Jungels        | Deceuninck-Quick Step | 125     | -     | -     | 125   |
| 10.º          | Sam Bennett        | Bora-Hansgrohe        | -       | 120   | -     | 120   |